# 行政程序法
《行政程序法》是中華民國法律之一，公佈於1999年2月3日，2001年1月1日施行，全文共計一百七十五條。
「行政法」是一個法學名詞，「行政程序法」是一部具有抽象原則性的「行政基本法」（德語：Rahmengesetz）。本法第一條規定其立法目的為「使行政行為遵循公正、公開與民主之程序，確保依法行政之原則，以保障人民權益，提高行政效能，增進人民對行政之信賴」。
本法所稱的「行政程序」，依第二條規定，包括行政處分、行政契約、法規命令、行政規則、行政計畫、行政指導與陳情處理等。
除上述外，本法尚有行政程序上聽證程序規定。所規範行政程序種類之多、範圍之龐雜，是本法在比較立法例的一大特色。